# Lago (Italia)
Lago (U' Vacu in dialetto calabrese) è un comune italiano di 2 394 abitanti della provincia di Cosenza in Calabria. L'abitato è posto a 485 metri s.l.m., ai piedi del monte Verzi (m 1000), nell'area geografica della Catena Costiera.

## Storia
Il nome del paese è probabilmente da ricondurre alla presenza in quel sito, in età altomedievale, di una postazione limitanea longobarda (Lagar/Lakar) contrapposta alla fortezza costiera, prima bizantina e poi occupata dai Saraceni, di Amantea. I centri di Lago e di Longobardi sarebbero stati, infatti, gli avamposti estremi dei possedimenti longobardi in Calabria. A conferma di ciò, oltre questo limes, compaiono eloquenti toponimi, come le località di Piscopie, Chiorio e Greci, riconducibili ad appostamenti bizantini.

### Simboli
Lo stemma, concesso con decreto del presidente della Repubblica del 24 marzo 1981, è così descritto dallo Statuto Comunale:
(Statuto Comunale di Lago.)
Il gonfalone è un drappo troncato di verde e di giallo.

## Società

### Evoluzione demografica
Abitanti censiti

## Geografia antropica

### Frazioni
Aria di Lupi, Cafosa, Chiorio, Fellito, Fontanella, Greci, Laghitello, Margi, Palomandro, Paragieri, Pignanese, Piscopie, Ponticelli, Rovettari, Sangineto, Scavolio, Terrati (fino al 1927 comune autonomo), Vasci, Versaggi, Zaccanelle.

## Amministrazione
È gemellata con una cittadina degli Stati Uniti, Salida
|
| Periodo | Periodo   | Primo cittadino  | Partito                      | Carica  | Note |
| ------- | --------- | ---------------- | ---------------------------- | ------- | ---- |
| 1999    | 2004      | Giocondo Muto    | Liste civiche centrosinistra | Sindaco |      |
| 2004    | 2016      | Vittorio Cupelli | Lista civica                 | Sindaco |      |
| 2016    | in carica | Enzo Scanga      | Lista civica                 | Sindaco |      |